# Communauté de communes de la Vallée d’Ossau
Die Communauté de communes de la Vallée d’Ossau ist ein französischer Gemeindeverband mit der Rechtsform einer Communauté de communes im Département Pyrénées-Atlantiques in der Region Nouvelle-Aquitaine. Er ist nach dem Vallée d’Ossau benannt, entstand aus dem am 29. Juli 1964 gegründeten SIVOM de la Vallée d’Ossau und umfasst 18 Gemeinden. Der Verwaltungssitz befindet sich im Ort Louvie-Juzon.

## Mitgliedsgemeinden
| Gemeinde                                    | Einwohner 1. Januar 2022 | Fläche km² | Dichte Einw./km² | Code INSEE | Postleitzahl |
| ------------------------------------------- | ------------------------ | ---------- | ---------------- | ---------- | ------------ |
| Arudy                                       | 2.238                    | 28,23      | 79               | 64062      | 64260        |
| Aste-Béon                                   | 225                      | 19,05      | 12               | 64069      | 64260        |
| Béost                                       | 228                      | 43,50      | 5                | 64110      | 64440        |
| Bescat                                      | 248                      | 6,81       | 36               | 64116      | 64260        |
| Bielle                                      | 377                      | 25,37      | 15               | 64127      | 64260        |
| Bilhères                                    | 155                      | 17,19      | 9                | 64128      | 64260        |
| Buzy                                        | 1.011                    | 16,70      | 61               | 64157      | 64260        |
| Castet                                      | 141                      | 23,53      | 6                | 64175      | 64260        |
| Eaux-Bonnes                                 | 203                      | 38,52      | 5                | 64204      | 64440        |
| Gère-Bélesten                               | 186                      | 12,82      | 15               | 64240      | 64260        |
| Izeste                                      | 441                      | 6,84       | 64               | 64280      | 64260        |
| Laruns                                      | 1.178                    | 248,96     | 5                | 64320      | 64440        |
| Louvie-Juzon                                | 1.073                    | 55,65      | 19               | 64353      | 64260        |
| Louvie-Soubiron                             | 130                      | 26,66      | 5                | 64354      | 64440        |
| Lys                                         | 322                      | 15,40      | 21               | 64363      | 64260        |
| Rébénacq                                    | 643                      | 10,50      | 61               | 64463      | 64260        |
| Sainte-Colome                               | 356                      | 9,35       | 38               | 64473      | 64260        |
| Sévignacq-Meyracq                           | 573                      | 14,81      | 39               | 64522      | 64260        |
| Communauté de communes de la Vallée d’Ossau | 9.728                    | 619,89     | 16               | –          | –            |

## Aufgaben
Zu den Aufgaben des Gemeindeverbandes gehören neben der Wirtschafts- und Tourismusförderung auch die Müllentsorgung sowie die Wohnungspolitik.